# David Starr
Pour les articles homonymes, voir Starr.
David Starr est un personnage de fiction, héros du cycle de romans de science-fiction portant son nom et créé en 1952 par Isaac Asimov.